# Osborne (Kansas)
Osborne é uma cidade localizada no estado americano de Kansas, no Condado de Osborne.

## Demografia
Segundo o censo americano de 2000, a sua população era de 1607 habitantes.
Em 2006, foi estimada uma população de 1413, um decréscimo de 194 (-12.1%).

## Geografia
De acordo com o United States Census Bureau tem uma área de
3,9 km², dos quais 3,9 km² cobertos por terra e 0,0 km² cobertos por água. Osborne localiza-se a aproximadamente 473 m acima do nível do mar.

## Localidades na vizinhança
O diagrama seguinte representa as localidades num raio de 24 km ao redor de Osborne.